# Antonio di Sassonia
Antonio Clemente di Sassonia (Anton Clemens Theodor Maria Joseph Johann Evangelista Johann Nepomuk Franz Xavier Aloys Januar; Dresda, 27 dicembre 1755 – Dresda, 6 giugno 1836) fu re di Sassonia (1827-1836).

## Biografia

### I primi anni

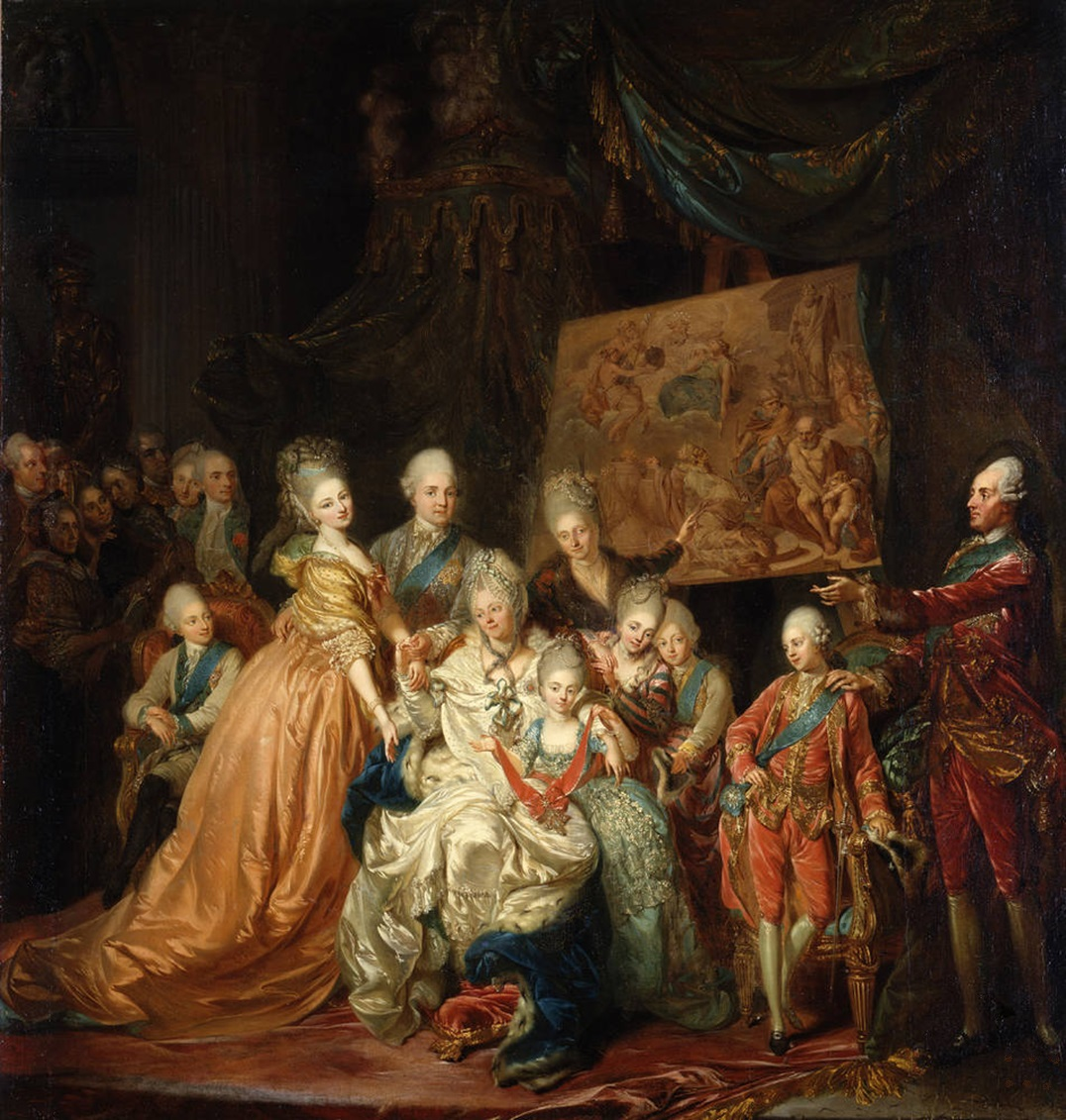
Ritratto della famiglia elettorale di Sassonia nel 1772: Antonio è il penultimo sulla destra, con la mano dello zio reggente Francesco Saverio di Sassonia sulla spalla

Conosciuto come Anton der Gütige (Antonio il Gentile), Antonio di Sassonia era il figlio quintogenito di Federico Cristiano di Sassonia e di Maria Antonia di Baviera.
Nel 1781 Antonio sposò Maria Carolina di Savoia (17 gennaio 1764 - 28 dicembre 1782), figlia del re di Sardegna Vittorio Amedeo III, ma, già un anno dopo, si ritrovò vedovo e sposò nel 1787 in seconde nozze Maria Teresa Giuseppa d'Asburgo-Lorena (1767-1827), figlia dell'arciduca Leopoldo d'Asburgo-Lorena (futuro imperatore), che gli diede quattro figli, di cui nessuno visse però più di due anni. L'opera di Mozart Don Giovanni fu originariamente creata per essere rappresentata durante la prima visita a Praga di Antonio con sua moglie il 14 ottobre 1787, dal momento che anche il libretto era stato loro dedicato. La première non poté essere preparata per tempo e pertanto venne sostituita con Il matrimonio di Figaro su espresso ordine dello zio della sposa, l'imperatore Giuseppe II. La scelta de Il matrimonio di Figaro, come lasciarono trasparire in molti, venne considerata impropria per dei novelli sposi e la coppia lasciò il teatro senza vedere nemmeno tutta l'opera. Mozart si risentì molto di questo gesto, come scrisse in una lettera all'amico Gottfried von Jacquin. Antonio presenziò nuovamente a Praga nel settembre del 1791 per la prima de La clemenza di Tito, scritta dallo stesso Mozart come parte per le cerimonie d'incoronazione del suocero Leopoldo II come re di Boemia.

### Il regno

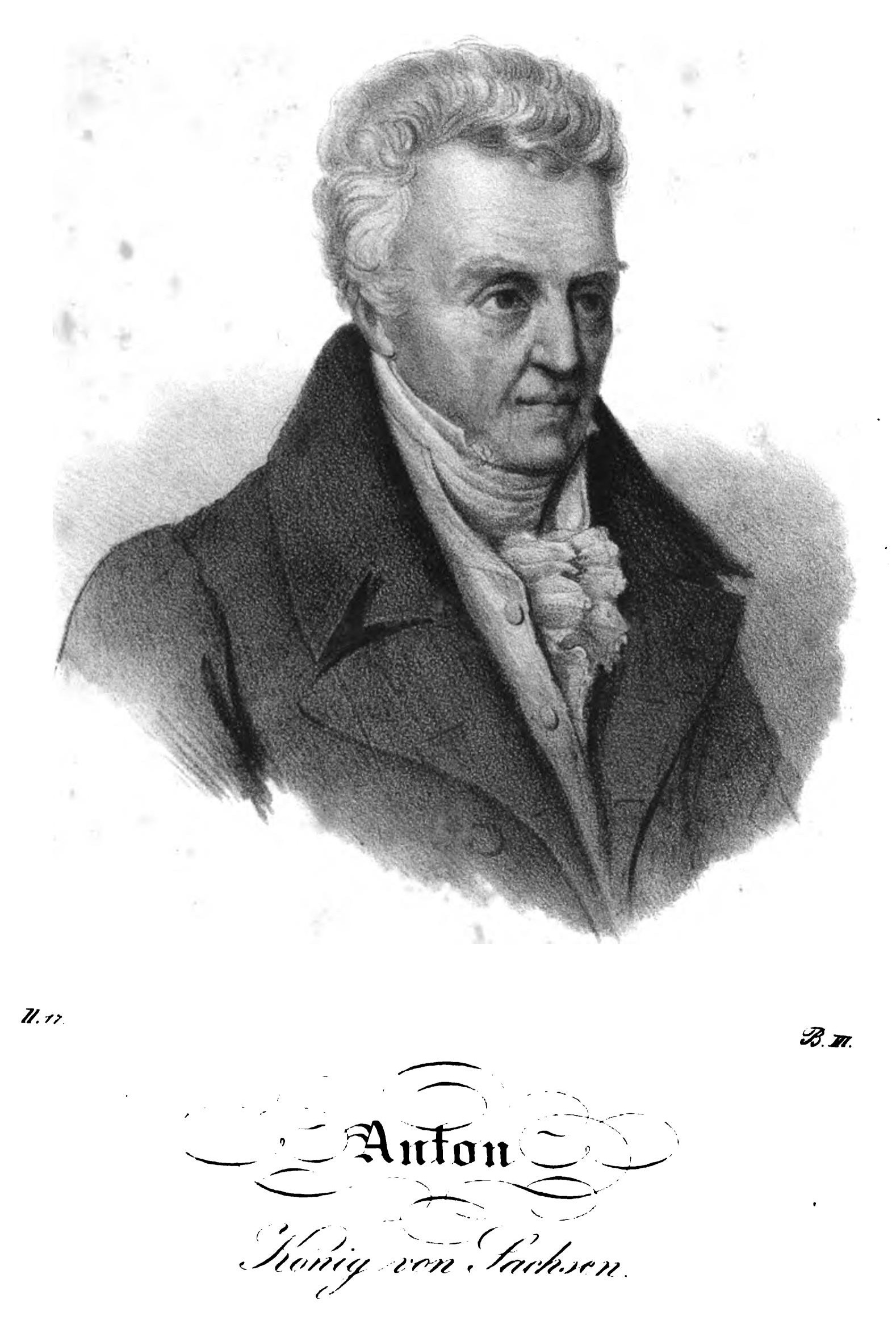
Antonio di Sassonia in una litografia del 1835

Nel 1827 Antonio succedette al fratello Federico Augusto I come sovrano di Sassonia, non avendo questi avuto discendenti. Completamente a digiuno di nozioni politiche e giunto ormai a 71 anni, Antonio decise di accettare la corona, ma si dimostrò fermamente intenzionato a non volere apportare cambiamenti profondi alla politica interna ed esterna dello stato.
I diplomatici prussiani erano desiderosi di affidare la provincia della Renania prussiana (a predominanza cattolica) ad Antonio (che era un cattolico) in cambio della Sassonia luterana nel 1826, ma il regnante, conservatore delle tradizioni di famiglia, rifiutò.
A seguito della Rivoluzione di luglio del 1830 in Francia, agitazioni scoppiarono anche in Sassonia nell'autunno di quell'anno, con lo scopo essenziale di richiedere ed ottenere una costituzione statale. In coerenza con questi ideali, dal gabinetto di governo si dimise Detlev von Einsiedel, il 13 settembre 1830, rimpiazzato da Bernhard von Lindenau. A seguito dei disordini scoppiati, venne infine adottata nel 1831 una nuova costituzione, che entrò in vigore il 4 settembre di quell'anno: la Sassonia divenne così una monarchia costituzionale, sebbene con un accento più conservatore rispetto alle costituzioni adottate da altri stati tedeschi nel medesimo periodo. Il re mantenne sempre la sua sovranità esclusiva ed unica; tuttavia venne obbligato a rendere edotti ministri e senato delle decisioni da prendere e da discutere.
Grazie all'intervento di Antonio, la Sassonia entrò nel 1834 come membro nello Zollverein tedesco, traendone importanti vantaggi nel commercio, nell'industria e nei trasporti.
Ad Antonio successe il nipote Federico Augusto II.

## Matrimonio e figli
Il 18 ottobre 1787, a Dresda, sposò Maria Teresa Giuseppa d'Asburgo-Lorena, figlia dell'Imperatore Leopoldo II d'Asburgo-Lorena. I figli nati dal matrimonio furono quattro, ma morirono tutti durante l'infanzia:
- Maria Luisa (14 marzo 1795 - 25 aprile 1796);
- Federico Augusto (5 aprile 1796);
- Maria Giovanna (5 aprile 1798 - 30 ottobre 1799);
- Maria Teresa (15 ottobre 1799).

## Ascendenza
|                                |                                     |                                              | Genitori                                    |  |  | Nonni |  |  | Bisnonni              |  |  | Trisnonni                        |  |
|                                |                                     |                                              |                                             |  |  |       |  |  | Augusto II di Polonia |  |  | Giovanni Giorgio III di Sassonia |  |
|                                |                                     |                                              |                                             |  |  |       |  |  | Augusto II di Polonia |  |  | Giovanni Giorgio III di Sassonia |  |
|                                |                                     | Anna Sofia di Danimarca                      |                                             |  |  |       |  |  | Augusto II di Polonia |  |  |                                  |  |
| Augusto III di Polonia         |                                     |                                              |                                             |  |  |       |  |  | Augusto II di Polonia |  |  |                                  |  |
|                                |                                     | Cristiana Eberardina di Brandeburgo-Bayreuth | Cristiano Ernesto di Brandeburgo-Bayreuth   |  |  |       |  |  |                       |  |  |                                  |  |
|                                |                                     | Cristiana Eberardina di Brandeburgo-Bayreuth | Cristiano Ernesto di Brandeburgo-Bayreuth   |  |  |       |  |  |                       |  |  |                                  |  |
|                                |                                     | Cristiana Eberardina di Brandeburgo-Bayreuth | Sofia Luisa di Württemberg                  |  |  |       |  |  |                       |  |  |                                  |  |
| Federico Cristiano di Sassonia |                                     | Cristiana Eberardina di Brandeburgo-Bayreuth |                                             |  |  |       |  |  |                       |  |  |                                  |  |
|                                |                                     | Giuseppe I d'Asburgo                         | Leopoldo I d'Asburgo                        |  |  |       |  |  |                       |  |  |                                  |  |
|                                |                                     | Giuseppe I d'Asburgo                         | Leopoldo I d'Asburgo                        |  |  |       |  |  |                       |  |  |                                  |  |
|                                |                                     | Giuseppe I d'Asburgo                         | Eleonora del Palatinato-Neuburg             |  |  |       |  |  |                       |  |  |                                  |  |
| Maria Giuseppa d'Austria       |                                     | Giuseppe I d'Asburgo                         |                                             |  |  |       |  |  |                       |  |  |                                  |  |
|                                |                                     | Guglielmina Amalia di Brunswick-Lüneburg     | Giovanni Federico di Brunswick-Lüneburg     |  |  |       |  |  |                       |  |  |                                  |  |
|                                |                                     | Guglielmina Amalia di Brunswick-Lüneburg     | Giovanni Federico di Brunswick-Lüneburg     |  |  |       |  |  |                       |  |  |                                  |  |
|                                |                                     | Guglielmina Amalia di Brunswick-Lüneburg     | Benedetta Enrichetta del Palatinato         |  |  |       |  |  |                       |  |  |                                  |  |
| Antonio di Sassonia            |                                     | Guglielmina Amalia di Brunswick-Lüneburg     |                                             |  |  |       |  |  |                       |  |  |                                  |  |
|                                | Massimiliano II Emanuele di Baviera | Ferdinando Maria di Baviera                  |                                             |  |  |       |  |  |                       |  |  |                                  |  |
|                                | Massimiliano II Emanuele di Baviera | Ferdinando Maria di Baviera                  |                                             |  |  |       |  |  |                       |  |  |                                  |  |
|                                | Massimiliano II Emanuele di Baviera | Enrichetta Adelaide di Savoia                |                                             |  |  |       |  |  |                       |  |  |                                  |  |
| Carlo VII di Baviera           | Massimiliano II Emanuele di Baviera |                                              |                                             |  |  |       |  |  |                       |  |  |                                  |  |
|                                |                                     | Teresa Cunegonda Sobieska di Polonia         | Giovanni III di Polonia                     |  |  |       |  |  |                       |  |  |                                  |  |
|                                |                                     | Teresa Cunegonda Sobieska di Polonia         | Giovanni III di Polonia                     |  |  |       |  |  |                       |  |  |                                  |  |
|                                |                                     | Teresa Cunegonda Sobieska di Polonia         | Maria Casimira Luisa de la Grange d'Arquien |  |  |       |  |  |                       |  |  |                                  |  |
| Maria Antonia di Baviera       |                                     | Teresa Cunegonda Sobieska di Polonia         |                                             |  |  |       |  |  |                       |  |  |                                  |  |
|                                |                                     | Giuseppe I d'Asburgo                         | Leopoldo I d'Asburgo                        |  |  |       |  |  |                       |  |  |                                  |  |
|                                |                                     | Giuseppe I d'Asburgo                         | Leopoldo I d'Asburgo                        |  |  |       |  |  |                       |  |  |                                  |  |
|                                |                                     | Giuseppe I d'Asburgo                         | Eleonora del Palatinato-Neuburg             |  |  |       |  |  |                       |  |  |                                  |  |
| Maria Amalia d'Asburgo         |                                     | Giuseppe I d'Asburgo                         |                                             |  |  |       |  |  |                       |  |  |                                  |  |
|                                |                                     | Guglielmina Amalia di Brunswick-Lüneburg     | Giovanni Federico di Brunswick-Lüneburg     |  |  |       |  |  |                       |  |  |                                  |  |
|                                |                                     | Guglielmina Amalia di Brunswick-Lüneburg     | Giovanni Federico di Brunswick-Lüneburg     |  |  |       |  |  |                       |  |  |                                  |  |
|                                |                                     | Guglielmina Amalia di Brunswick-Lüneburg     | Benedetta Enrichetta del Palatinato         |  |  |       |  |  |                       |  |  |                                  |  |
|                                |                                     | Guglielmina Amalia di Brunswick-Lüneburg     |                                             |  |  |       |  |  |                       |  |  |                                  |  |